# Rafael Nuritdinov
Rafael Nuritdinov (* 12. Juni 1977 in Fargʻona) ist ein ehemaliger usbekischer Radrennfahrer.
Rafael Nuritdinov gewann 2001 den Gran Premio Industria e Commercio Artigianato Carnaghese und fuhr daraufhin bei dem Radsport-Team Colpack-Astro als Stagiaire. Im folgenden Jahr bekam er dort einen Profivertrag. Seine besten Ergebnisse erzielte er 2003 mit einem zweiten Etappenplatz beim Uniqa Classic für seine Mannschaft De Nardi. Im folgenden Jahr wurde er usbekischer Meister im Straßenrennen. In der Saison 2005 nahm Nuritdinov für Domina Vacanze an der Tour de France teil, die er als 147. beendete. Im selben Jahr startete er bei der Spanien-Rundfahrt. Anschließend beendete er seine Radsport-Laufbahn.

## Palmarès
2001
- Gran Premio Industria e Commercio Artigianato Carnaghese

2004
- – Straßenrennen

## Teams
- 2002 Colpack-Astro
- 2003 De Nardi-Colpack
- 2004 De Nardi
- 2005 Domina Vacanze